# Северо-Запад США
Северо-Запад США (англ. Northwestern United States) — географический и историко-культурный регион на территории США, один из субрегионов Американского Запада.

## Штаты
К Северо-Западу США причисляются штаты: Орегон, Вашингтон, Айдахо, Вайоминг, Монтана. Порой в состав Северо-Запада США включают и южные регионы Аляски, а также северную часть штата Калифорния. На Северо-Западе США проживают более 12 миллионов жителей. Среди наиболее быстро растущих можно выделить города Сиэтл, Белвью (шт. Вашингтон), Кенневик, Песко и Бойсе.